# دبليو. إس. سمول
دبليو. إس. سمول (بالإنجليزية: W. S. Small)‏ هو عالم نفس أمريكي، ولد في 24 أغسطس 1870، وتوفي في 1943.